# Distrito de Avcılar
Avcılar es un distrito de Estambul, Turquía, situado en la parte europea del distrito. Cuenta con una población de 452.132 habitantes (2022).

## Historia
La vía de la costa del mar de Mármara pasa por el entrante que se encuentra en el distrito, y fue un lugar importante en épocas de guerra. Por esta razón, cuando las fuerzas otomanas prepararon la conquista de Constantinopla, decidieron poblar la zona de Küçükçekmece con turcos. 
La vía desde Estambul a Europa ganó importancia a partir de entonces. Antes del intercambio de población producido entre Turquía y Grecia al fundarse la República, había 50 familias griegas en la ciudad, y sus propiedades se convirtieron en depósito del Ejército. Actualmente no quedan restos históricos. La iglesia se convirtió en su momento en una mezquita y en 1977 fue destruida para construir una nueva. Las fuentes y demás ruinas han desaparecido. Quedan algunos restos de arquitectura otomana, incluido un pabellón de caza que perteneció al sultán (el nombre Avcılar significa "cazadores" en turco), y algunas granjas tradicionales.

## Avcılar en la actualidad
Hasta la segunda mitad del siglo XX, Avcılar era un pueblo costero con grandes extensiones de campo abierto. Sin embargo, desde los años 1980, ha crecido de manera relevante debido a la llegada de gente de todas partes de Turquía. Se han levantado numerosos edificios residenciales sin tener en cuenta ningún nivel estético mínimo.
También se ha producido un importante desarrollo industrial alrededor del puerto y de la carretera que conduce hasta Firuzköy. 
Hace años, la costa de Avcılar era un lugar de retiro para los habitantes de Estambul; sin embargo, el puerto de Ambarli ha contribuido a contaminar la costa y la autopista hacia Europa tiene más tráfico que nunca.
Los pisos del centro de Avcılar más cercanos al mar son caros, debido a que la calidad de vida es mejor. El centro de Avcılar cuenta con numerosos restaurantes, uno o dos cines, una vida nocturna muy activa (con música tradicional turca) y un concurrido centro comercial con calles peatonales llenas de locales de comida rápida estadounidense, estrechos callejones con pequeñas tiendas y cafeterías.

## Universidad de Estambul
La Universidad de Estambul cuenta con un campus en Avcılar donde se encuentran las facultades de ingeniería. La presencia del campus ha ayudado a la economía del distrito.

## Seísmos
Una falla sísmica recorre la costa del Mármara, y Avcılar se encuentra en un terreno arenoso sobre esta falla. Este hecho, y que los edificios son altos y construidos con materiales baratos, fue determinante durante el terremoto que se produjo en la zona en 1999. Los edificios dañados fueron reconstruidos, aunque se teme que un posible terremoto cercano a Estambul pueda ser especialmente dañino para el distrito.